# Platnickopoda
Genre
Platnickopoda est un genre d'araignées aranéomorphes de la famille des Sparassidae.

## Distribution
Les espèces de ce genre se rencontrent en Afrique de l'Est.

## Liste des espèces
Selon World Spider Catalog (version 21.5, 02/08/2020) :
- Platnickopoda normani Jäger, 2020
- Platnickopoda saccata (Järvi, 1912)

## Étymologie
Ce genre est nommé en l'honneur de Norman I. Platnick.

## Publication originale
- Jäger, 2020 : Platnickopoda gen. nov., a new genus of huntsman spiders from Tanzania (Araneae: Sparassidae: Heteropodinae). Arachnology, vol. 18, no 5, p. 499-506.